# 戴维·沃茨
戴维·沃茨（英語：David Watts，1992年2月5日—），澳大利亚男子赛艇运动员。他曾代表澳大利亚参加世界赛艇锦标赛，获得二枚银牌。他也曾参加2016年夏季奥林匹克运动会。